# Brand of Sacrifice
Brand of Sacrifice — канадський дезкор гурт із Торонто, створений у 2018 році. Гурт був натхненний роботою художника манги Кентаро Міура (Kentaro Miura), зокрема його серіалом Berserk, і більшу частину своєї музики створив за мотивами його робіт.

## Історія
Гурт Brand of Sacrifice був заснований у 2018 році, і того ж року випустив дебютний мініальбом, The Interstice. 
Наступного року гурт випустив дебютний студійний альбом God Hand.
У 2021 році гурт самостійно випустив другий студійний альбом, Lifeblood, який був сприйнятий позитивно.
Пізніше того ж року гурт співпрацював з вокалістом гурту Lorna Shore, Віллом Рамосом (Will Ramos) над перевиданням їхнього синглу «Lifeblood».
У квітні 2023 року гурт випустив свій другий мініальбом «Between Death and Dreams», який містить чотири пісні.

## Учасники гурту
Поточні
- Кайл Андерсон (Kyle Anderson) — головний вокал,
- Ліам Бісон (Liam Beeson) — ритм-гітара,
- Ендрю Кім (Andrew Kim) — бас,
- Майкл Лео Валері (Michael Leo Valeri) — соло-гітара,
- Чейсон Вестморленд (Chason Westmoreland) — ударні

Колишні
- Джеймс Кноерл (James Knoerl),
- Майк Капуто (Mike Caputo),
- Роб Заліші (Rob Zalischi),
- Даллас Брікер (Dallas Bricker)

## Дискографія

### Альбоми
- God Hand (2019)
- Lifeblood (2021)

### Мініальбоми
- The Interstice (2018)
- Between Death and Dreams (2023)

### Сингли
- "Demon King" (2020)
- "Lifeblood" (2021)
- "Animal" (2021)
- "Altered Eyes" (2021)
- "Enemy" feat. Spencer Chamberlain (2021)
- "Lifeblood" feat. Will Ramos (2021)
- "Darkbloom" with We Came as Romans (2021)
- "Demon King" feat. Ryo Kinoshita (2021)
- "Exodus" (2022)
- "Dynasty" (2023)
- "Awaken in Ashes" with Nik Nocturnal (2023)
- "Purge" (2023)